# Typhlochactidae
Famille
Les Typhlochactidae sont une famille de scorpions.

## Distribution
Les espèces de cette famille sont endémiques du Mexique. Elles se rencontrent dans ou à proximité immédiate de grottes. 

## Liste des genres
Selon The Scorpion Files (19/08/2020) :
- Alacran Francke, 1982
- Sotanochactas Francke, 1986
- Stygochactas Vignoli & Prendini, 2009
- Typhlochactas Mitchell, 1971

## Systématique et taxinomie
Vignoli et Prendini en 2009 séparent les genres en deux sous-familles les Typhlochactinae (Sotanochactas, Stygochactas et Typhlochactas) et les Alacraninae (Alacran).

## Publication originale
- Mitchell, 1971 : « Typhlochactas elliotti, a new eyeless cave scorpion from Mexico (Scorpionidae, Chactidae). » Annales de Spéléologie, vol. 26, p. 135–148.